# SK Rotor
SK Rotor (ryska: «Спортивный клуб «Ротор», Sportivnyj klub «Rotor») är en rysk fotbollsklubb baserad i Volgograd.

## Historia
SK Rotor grundades 1923 i Volgograd. 2015 ombildad.

## Placering tidigare säsonger
| Säsong  | Nivå | Liga         | Placering | Referens |
| ------- | ---- | ------------ | --------- | -------- |
| 2016/17 | 3    | PFL          | 1         | [ 1 ]    |
| 2017/18 | 2    | FNL          | 17        | [ 2 ]    |
| 2018/19 | 2    | FNL          | 11        | [ 3 ]    |
| 2019/20 | 2    | FNL          | 1         | [ 4 ]    |
| 2020/21 | 1    | Premjer-Liga | 15        | [ 5 ]    |
| 2021/22 | 2    | FNL          |           | [ 6 ]    |

## Kända spelare
- Sergei Pareiko
- Andrei Kovalenko
- Dzmitry Kamarowski
- Dzmitry Rawneyka